# Xã Lexington, Quận Stark, Ohio
Xã Lexington (tiếng Anh: Lexington Township) là một xã thuộc quận Stark, tiểu bang Ohio, Hoa Kỳ. Năm 2010, dân số của xã này là 5.444 người.